# Cəyli
Cəyli è un comune dell'Azerbaigian situato nel distretto di Kürdəmir.